# Hunnius Pharmazeutisches Wörterbuch
Der Hunnius ist ein pharmazeutisches Nachschlagewerk.

## Allgemein
Der Hunnius umfasst Informationen zu Kern- und Randgebieten der Pharmazie. Das Buch nennt die chemischen, physikalischen und pharmakologischen Eigenschaften sowie Indikation, Kontraindikation, Arzneimittelwechselwirkungen, unerwünschte Arzneimittelwirkungen und Dosierung relevanter Stoffe.
Auch homöopathische Arzneimittel und Anwendungsgebiete sind enthalten.
Das Buch erscheint im Walter de Gruyter Verlag. Herausgeber sind Hermann Philipp Theodor Ammon und Manfred Schubert-Zsilavecz. Es umfasst in der 11. Auflage über 35.000 Stichwörter. Es ist gebunden oder in Kombination mit dem Pschyrembel als Onlineversion und als App für iPhone, iPad oder iPod touch erhältlich.

## Der Schwerpunkt
Es umfasst alle Bereiche der Pharmazie. Die Erweiterungen in der neuesten Auflage beschäftigen sich vor allem mit neuen Arzneistoffen, Ergänzung und Vervollständigung von Angaben zu Kontraindikationen, Arzneimittelwechselwirkungen und unerwünschten Arzneimittelwirkungen der Arzneistoffe, Pharmakognosie (Berücksichtigung der HMPC-, ESCOP-, WHO- und Kommission-E-Monographien zu Heilpflanzen), Reagenzien und Radiopharmaka, Pharmakogenomik, Qualitätssicherung, TCM und biogenen Arzneistoffen.
Die rechtlichen Entwicklungen für Deutschland, Österreich und die Schweiz werden berücksichtigt.

## Geschichte
Der Berliner Apotheker Curt Hunnius (1896–1976) begründete 1950 das Pharmazeutische Wörterbuch, um Apothekern und Studenten der Pharmazie ein Nachschlagewerk über das ganze Gebiet der Pharmazie zur Verfügung zu stellen. Ein ähnliches Werk gab es nicht, und ausländische Literatur stand im Nachkriegs-Deutschland nicht in ausreichendem Maß zur Verfügung. Die Recherche für die erste Auflage wurde durch den Verlust der Bibliothek des Botanischen Museums in Berlin-Dahlem erschwert.